# Johann von Helferich
Johann Alfons Renatus von Helferich, född den 5 november 1817 i Neuchâtel i Schweiz, död den 8 juni 1892 i München, var en tysk nationalekonom.
Helferich blev 1844 extra ordinarie och 1847 ordinarie professor vid universitetet i Freiburg im Breisgau, varifrån han 1849 förflyttades till Tübingen, 1860 till Göttingen och 1869 till München. Han var medutgivare av "Tübinger Zeitschrift für die gesammte Staatswissenschaft’"; och publicerade där en serie klassiska arbeten, särskilt över den österrikiska valutan sedan 1848, över hagelskadeförsäkringsväsendet och över reformen av de direkta skatterna i Bayern.